# Kiosque info cancer

## Historique
En 2003, la mise en place du Plan Cancer prévoit la création en centre-ville de Kiosques Info Cancer. Ces nouvelles structures doivent devenir une partie intégrante de la lutte contre le cancer à travers leurs missions d’accueil, d’écoute et d’information des patients, de leurs proches et du grand public.
Le Plan cancer définit les Kiosques Info Cancer dans sa mesure no 39 : « Rendre le système de prise en charge du cancer transparent et compréhensible pour les patients en développant, au plus près des lieux de vie, les points d’information sur le cancer"; Cette mesure a pour but de rendre le système de prise en charge du cancer transparent et compréhensible pour les patients et leur entourage en développant, au plus près des lieux de vie, des points d’information.
Ces structures de proximité doivent obligatoirement être situées en dehors des hôpitaux. La plupart du temps les kiosques d'information sur le cancer réunissent des partenaires très divers : communes, conseils généraux, CLCC, CHU, Ligue contre le cancer, DDASS, CPAM, professionnels de santé, réseaux de cancérologie, associations, fondations, centres commerciaux...

## Kiosque en France
Paris fut une ville précurseur avec l’ouverture de centre d’accueil (agences Cancer) hors hôpital. Ils furent créés par le Pr Victor Izrael, chef du service de cancérologie de l'hôpital Tenon. Par la suite le département des Alpes-Maritimes fut le premier à ouvrir un kiosque à Saint-Laurent-du-Var, dans le centre commercial Cap 3000. Lyon, dispose aussi de son Kiosque Info Cancer [www.kiosque-info-cancer-lyon.org/Kiosque Info Cancer]. Le KIC lyonnais fut inauguré le 1er février 2007. Situé en plein cœur de la ville (54, rue Villeroy, Lyon 3e), en dehors des établissements soin, Il n’a pas d’équivalent dans la région rhône-Alpes. Le Kiosque Info cancer de Lyon fut le dixième à ouvrir en France.

## Kiosque à Lyon
« Le Kiosque Info Cancer est une structure unique à Lyon. C’est un véritable pont entre le public et les structures existantes, implanté volontairement en dehors des établissements de soin. Notre structure indépendante, qui n'assure pas de consultation médicale, centralise toutes les informations disponibles sur le cancer et écoute, oriente et informe les malades et leurs proches. Le KIC fait ainsi partie intégrante de la lutte contre le cancer ». (2)
Lieu chaleureux où l'information est présente sous de multiples formes : dépliants, brochures, DVD, ordinateur pour faire des recherches sur Internet, il offre (du lundi au vendredi de 09h30 à18h) toute l'intimité nécessaire pour pouvoir discuter sereinement et dans l'anonymat le plus complet. Le KIC lyonnais a ainsi été conçu et pensé pour les malades et leurs familles en quête d'un moment d'apaisement.
La population du Kiosque Info Cancer de Lyon se répartit en trois catégorie des :
- Malades qui recherchent un soutien psychologique et social ;
- Familles qui s'interrogent face à une maladie qui se chronicise, face aux multiples soucis de la vie (droit, justice…) ;
- Publics interrogatifs sur le cancer, les moyens de dépistage …

Après une première année d’activité, le KIC lyonnais a accueilli dans sa structure ou renseigné par téléphone près de 306 personnes. Au vu du nombre de visites, ses trois missions se répartissent de façon équilibrée : l’écoute 30 %, l’information 40 % et l’orientation 30 %.

## Missions
Le Kiosque Info Cancer de Lyon dispose d’une équipe compétente et formée. Le KIC propose à titre gratuit : un accompagnement, des conseils et toute information administrative liés à la vie quotidienne. Ses missions se résument autour du slogan commun aux différents KIC : « Accueillir, conseiller, orienter toutes les personnes concernées et leur entourage ». (3)
Après la visite au Kiosque … tout commence ou continue pour un malade, une famille. Le KIC joue alors pleinement son rôle de chaînon avec les différents organismes ressources, ainsi :
- Les personnes nécessitant un soutien psychologique ou /et social sont orientées vers des structures appropriées pour répondre à leurs besoins.
- L’information peut déboucher aussi sur une orientation ouvrant un accès aux droits et aux soins, une aide aux personnes et une ouverture vers une réinsertion ou une réadaptation.
- Pour le grand public, l’information reçue pourra résulter en une éducation pour la santé et un dépistage.

Le KIC de Lyon est subventionné par plusieurs organismes (Institut national du Cancer, CPAM de Lyon, DRASS Rhône-Alpes, Caisse d'épargne Rhône-Alpes Lyon, Conseil départemental de l'Ordre des médecins) et soutenu par d’autres (HCL, réseau Concorde, Conseil Général du Rhône).

## Sources
- http://www.e-cancer.fr/Sante-publique/INFORMATION-des-publics/Diffusion-information/Kiosque-Information-Sante/page2/op_1-ta_-id_149-it_135-li_1-ls_1-la_1-ve_1.html
- http://www.kiosque-info-cancer-lyon.org/kiosque-pratique/